# Palau Stoclet
El Palau Stoclet està situat al 279/281 de l'avinguda de Tervueren a la ciutat de Brussel·les, dins la comuna de Woluwé-Saint-Pierre. L'obra començà el 1903 o el 1904 per l'arquitecte austríac Josef Hoffmann com a residència particular del banquer belga Adolphe Stoclet. El seu acabament es perllongà des de 1907 a 1911. El Palau Stoclet és representatiu del concepte d'obra d'art total (Gesamkunstwerk) desenvolupada a principis del segle xx, on era inseparable la decoració exterior i interior, el mobiliari i els objectes d'ús quotidià i els jardins. La decoració de l'interior és obra de Gustav Klimt i Fernand Khnopff. Aquest edifici de línies rectes, fou revolucionari a l'època de l'Art nouveau, de formes més sinuoses i orgàniques; en certa manera anuncia el cubisme i obri la porta de l'Art déco vint anys abans del seu naixement

## Història
Adolphe Stoclet va nàixer el 1871 al si d'una família de banquers belgues. Estudia enginyeria civil, i arriba a ser director de la Société Générale. Es casa amb Suzanne Stevens, filla d'un conegut marxant d'art de París. Viatgen freqüentment a Viena per assumptes de treball entre el 1902 i el 1904. En aquesta ciutat es troba amb un dels mestres de l'anomenada Sezession, l'arquitecte Josef Hoffmann. El jove matrimoni amant de l'art pensà a quedar-se a viure a Viena, i encarregaren la seua residència a Hoffman. Però la mort del pare d'Adolphe els obligà a traslladar-s'hi de nou Brussel·les. Hoffamnn traslladà el projecte a aquesta ciutat, amb un finançament quasi il·limitat per construir el palau per als Stoclet.
El 1905 comença amb els dibuixos tècnics, el 29 de juliol de 1906 s'obté la llicència d'obres, tres anys més tard s'acaba el palauet.
Hoffmann va dirigir els artesans del Wiener Werkstätte, un taller qui influenciarà als estils d'avantguarda de principis del segle XX (Art nouveau, Art déco). La unió inèdita entre artistes i artesans va crera el concepte d'obra d'art total. Així doncs, es té cura de tots els elements de la casa acuradament, cada pom de la porta, els finestrals o fins i tot les joguines. Hoffman mateix va triar el millor marbre, fustes precioses i els cuirs més refinats.
Moltes personalitats han passat per la casa. El llibre de plata de la família, dissenyat pel mateix Hoffmann, té les signatures de Jean Cocteau, Anatole France, Sacha Guitry, Darius Milhaud, Diaghilev, Stravinski…
Més recentment, George H. W. Bush tingué el privilegi de visitar-lo en una visita tancada al públic.
Classificat com a monument històric el 1976, el palau estigué habitat fins al 2002, any en què morí Anny Stoclet, la filla d'Adolphe Stoclet. El juny de l'any 2009 el palau es va registrar per la UNESCO a la llista del Patrimoni de la Humanitat.

## Descripció
El palau se situa a l'avinguda de Tervuren 281, prop del parc de Woluwe.

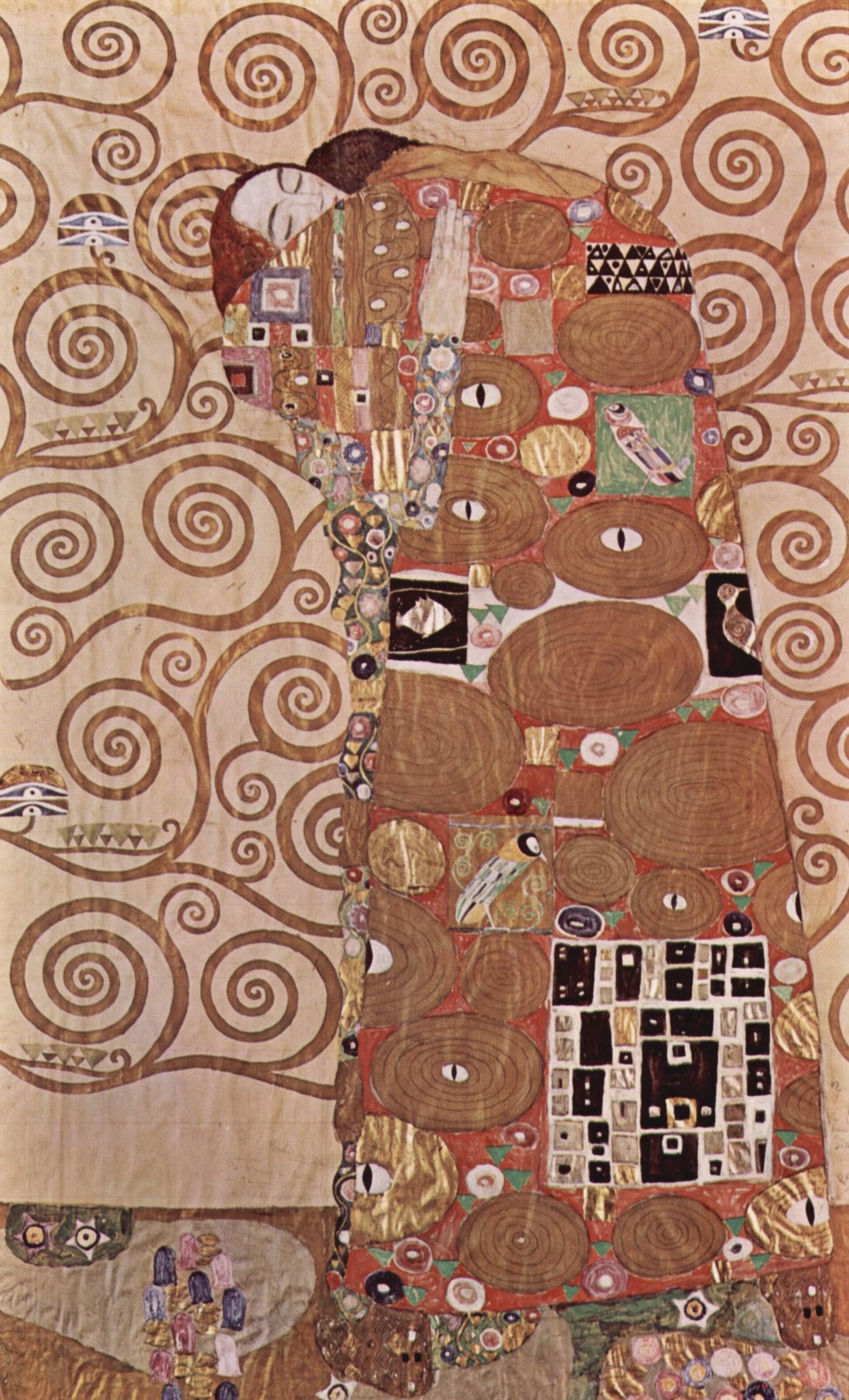
Gustav Klimt

Després de la inauguració, un rumor popular de Brussel·les deia que el Palau Stoclet estava construït d'esquena a l'avinguda de Tervuren, per fer constar l'hostilitat del seu propietari al rei Leopold II, iniciador d'aquesta majestuosa avinguda que connecta el Parc del Cinquantenariamb el domini reial de Tervuren.
Més seriosament, els brussel·lesos estaven una mica desconcertats per l'aspecte depurat de la façana de línies cúbiques cobertes de marbre i decorada amb perfils de bronze.

### Exterior
Des del carrer, el palau presenta un aspecte un poc auster, però a l'altre costat, cap al jardí, (igualment concebut per Hoffmann) amb dues avançades simètriques cobertes per terrasses, fan que l'aspecte sigui d'un palau-jardí indissociale. El jardí agafa les línies geomètriques de la construcció. la successió d'elements arquitectònics i vegetals provoquen una impressió contínua, un passeig amb aigua, cabinets de verdure, pèrgoles, carpins i teixos taillés, vasques et bacs à plantes que s'han conservat fins a l'actualitat.
Tot l'edifici està folrat amb planxes de marbre blanc noruen, anomenat Turili, les superfícies essencials creadores d'espais i les finestres estan delimitats amb perfils de coure oxidats en negre, al seu torn adornats amb ornaments de color daurat.
De l'edifici principal (de 9,6 metres) sobresurt una torre de quasi 20 metres. Té una forma cúbica escalonada, al seu cim hi ha quatre figures de Frantz Metzner.
Les mesures principals de la planta de l'edifici són uns 37 m. per 13 m. Té dos eixos principals, que s'estenen fins a trobar-se a l'angle recte.

### Interior
El palau segueix, a grans trets, la tradició de les cases de camp angleses, té una ampla sala-vestíbul de dos pisos, sales de recepció a la planta baixa, les habitacions privades al primer pis i els espais addicionals de convidats i servei hi són a l'ampliació feta a l'àtic.
És a l'interior del palau on es pot observar tota la riquesa dels treballs fets per la Wiener Werkstätte, a tots els espais es troben coses úniques. Les parets del vestíbul estan recobertes de marbre verd antic, de marbre blanc al paviment; la nau de dues plantes (7,20m) s'il·lumina per dos costats, marbre Paonazzao i belga forren les columnes i parets, al sòl d'aquesta estança hi ha un treball de taracea en fusta de color obscur, els mobles estan entapissats de pell d'isard.
A la sala de música i teatre hi ha un fort contrast entre el sol de fusta de teca i corall, amb les parets vestides amb marbre Portovenere amb llistons de coure daurats i mobles i cortines rogencs. El punt àlgid de la planta baixa és el gran menjador. Aquest conté els mosaics dissenyats per Gustav Klimt (i executats per Leopold Forstner), L'expectació i La satisfacció, fets amb marbre, cristall i pedres semiprecioses.
La sala dels desdejunis té un revestiment més alegre, amb motius florals groguencs i blancs. L'opulència sensual segueix als dormitoris privats i als banys amb una gran escala de marbre que condueix a la zona superior. El dormitori dels pares és de fusta polida de xicranda, el bany contigu (6 per 5,80 metres) conté una banyera de marbre blanc, parets de marbre estatutari i paviment de marbre belga blau.
A més tots els mobles, utensilis (vaixelles, etc.) també foren dissenyades per la Wiener Werkstätte de Hoffmann.

## Un futur incert
Des de fa diversos anys la propietat va ser objecte d'una disputa legal entre els hereus i la Regió de Brussel·les. Si aquesta casa, dissenyada per Hoffmann com una "obra d'art total" ha estat classificat com a monument històric el 1976, el seu contingut (per valor de més de 30 milions d'euros) no ho havia estat.
La regió de Brussel ha volgut classificar tots els elements de mobiliari per tal de proposar el palau a la UNESCO com una obra mestra de la Patrimoni de la Humanitat, tot i l'oposició dels hereus d'Adolphe Stoclet, que requereixen l'ús dels seus béns lliurement. També Àustria ha intentat comprar-lo, però en va.
El fet és que per a molts, la dispersió del patrimoni del palau hauria estat catastròfic. Un debat trist per a un palau que els seus fundadors va veure com un lloc encantat, un racó del món per a sentir-se més bell i millor.
El procediment de classificació dels mobles es va completar finalment el novembre de 2006 després d'un inventari detallat de 277 articles, mobles, obres d'art, objectes decoratius, articles diversos, incloent-hi plats, coberteria i objectes dels banys, llums i mobles de jardí. Aquesta classificació completa d'un edifici i el seu contingut és la primera vegada que es realitza a Bèlgica.
Finalment el Palau Stoclet és Patrimoni de la Humanitat per la UNESCO des del 27 de juny de 2009.